# Seznam zpravodajských agentur
Seznam zpravodajských agentur uvádí přehled některých známých zpravodajských agentur – jejich používané zkratky, názvy a sídla.
| Zkratka           | Název | Sídlo                    |
| AAP               | Australian Associated Press | Sydney                   |
| ADN               | Allgemeiner Deutscher Nachrichtendienst | Berlín                   |
| AFP               | Agence France-Presse | Paříž                    |
| AGI               | Agenzia Giornalistica Italia (Italian Journalist Agency)                                                                                          | Řím                      |
| AHN               | All Headline News | West Palm Beach, Florida |
| AICA              | Agencia de Informacion Catolica Argentina | Buenos Aires             |
| ANA               | Athens News Agency | Atény                    |
| ANOP              | Agencia Noticiosa Oficial Portuguesa | Lisabon                  |
| ANP               | Algemeen Nederlands Persbureau | Haag                     |
| ANSA              | Agenzia Nazionale Stampa Associata | Řím                      |
| ANTARA            | | Jakarta                  |
| AP                | Associated Press | New York                 |
| APA               | Austria Presse Agentur | Vídeň                    |
| APN               | Agentstvo pečati Novosti - Агентство печати «Новости»                                                                                             | Moskva                   |
| ats-sda, ats, sda | Agence Télégraphique Suisse - Schweizerische Depeschenagentur - Agenzia telegrafica svizzera                                                      | Bern                     |
| BELGA             | Agence Belga | Brusel                   |
| Bloomberg News    | Bloomberg News | New York                 |
| CNB               | City News Bureau of Chicago, City Press | Chicago                  |
| CNS               | China News Service / 中国新闻社 |                          |
| Cox               | Cox Enterprises | Atlanta, Georgie         |
| CP, PC            | Canadian Press - Presse canadienne | Toronto                  |
| CUP               | Canadian University Press | Toronto                  |
| ČTK               | Česká tisková kancelář (Czech News Agency, Czech Press Agency) do 1992: Československá tisková kancelář (Czechoslovak Press Agency) (aka „Četka“) | Praha                    |
| ddp               | Deutscher Depeschendienst | Bonn                     |
| dpa               | Deutsche Presse Agentur | Hamburk                  |
| dpa-AFX           | Dpa-AFX Wirtschaftsnachrichten | Frankfurt n.M.           |
| EFE               | Agencia EFE | Madrid                   |
| EXTEL             | The Exchange Telegraph | Londýn                   |
| Interfax          | Interfax / Интерфакс | Moskva                   |
| IRNA              | Islamic Republic News Agency | Teherán                  |
| ITAR-TASS         | Information Telegraph Agency of Russia - Телеграфное агентство Советского Союза ИТАР-ТАСС – информационное телеграфное агентство России           | Moskva                   |
| ITIM              | Honut Israel Meougnedet / Associated Israel | Tel Aviv                 |
| ITN               | Independent Television News | Londýn                   |
| Kyodo             | Kyodo News – 共同通信社 Kyodo Tsushin | Tokio                    |
| MAP               | Maghreb Arab Press – Maghreb Arabe Presse (aka „La MAP“)                                                                                          | Rabat                    |
| MEDIAFAX          | Zpravodajská agentura Mediafax | Praha                    |
| MENA              | Middle East News Agency | Káhira                   |
| MTI               | Magyar Tavirati Iroda | Budapešť                 |
| NCNA              | New China News Agency / Xinhua, Xinhua News Agency – 新華社                                                                                       | Peking                   |
| Nippon News       | Nippon News, Nippon News Press Agency | Tokio                    |
| NTB               | Norsk Telegrambyra | Oslo                     |
| OANA              | Organization of Asia-Pacific News Agencies |                          |
| P2D               | press2day | Wiesbaden                |
| PA                | Press Association | Londýn                   |
| PAP               | Polska Agencja Prasowa | Varšava                  |
| Petra             | Petra News Agency, Jordan News Agency | Amman                    |
| PC, CP            | Presse canadienne - Canadian Press | Toronto                  |
| PNS               | Pacific News Service, New America Media |                          |
| PTI               | Press Trust of India | Bombaj                   |
| RB                | Ritzaus Bureau | Kodaň                    |
| Reuters           | Reuters Ltd. | Londýn                   |
| RIA               | RIA Novosti | Moskva                   |
| РОСТА             | Российское телеграфное агенство | Moskva                   |
| SAD               | Springer Auslandsdienst | Hamburk                  |
| SAPA              | The South African Press Association | Johannesburg             |
| sda, sda-ats      | Schweizerische Depeschenagentur - Agence Télégraphique Suisse - Agenzia telegrafica svizzera                                                      | Bern                     |
| sid               | Sport-Informationsdienst | Neuss                    |
| STT-FNB           | Suomen Tietotoimisto - Finska Notisbyran | Helsinki                 |
| TANJUG            | Telegrafska Agencija Nova Jugoslavija | Bělehrad                 |
| TASS              | Телеграфное агентство Советского Союза / ITAR-TASS                                                                                                | Moskva                   |
| TT                | Tidningarnas Telegrambyra | Stockholm                |
| UPI               | United Press International | New York                 |
| Xinhua            | Xinhua News Agency – 新華社 / NCNA, New China News Agency                                                                                         | Peking                   |
| Yonhap            | Yonhap News, Yonhap News Agency – 연합뉴스 | Soul                     |